# Tunupa
Der Tunupa (auch Thunupa) ist ein inaktiver Vulkan im Departamento Potosí in Bolivien. Er liegt auf dem bolivianischen Altiplano im Municipio Tahua am nördlichen Rand des Salar de Uyuni und ist 5432 m hoch.
Der Tunupa war im Pleistozän aktiv, wobei der größte Teil des Vulkans durch Lavaströme entstand, die vor 1,36 bis 1,56 Millionen Jahren ausbrachen. Später entwickelten sich auf dem Berg Gletscher.
Auf halber Höhe des Tunupa befindet sich eine Höhle mit Mumien und Beigaben.
Eine lokale Gottheit, deren Sitz auf dem Vulkan angenommen wird, trägt ebenfalls den Namen Tunupa.

Ansichten des Tunupa
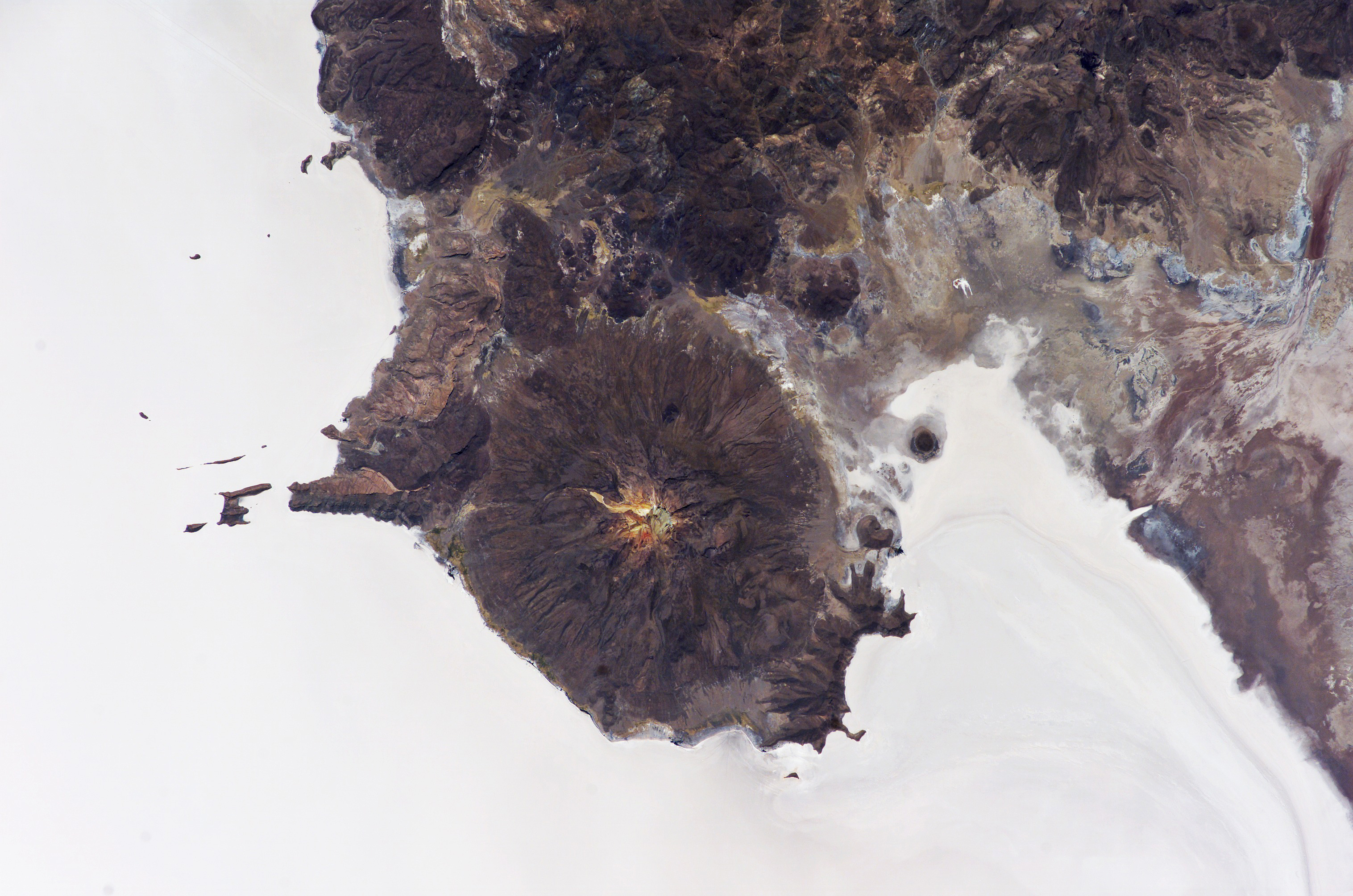
Satellitenaufnahme der Salzebene Salar de Uyuni, der Tunupa befindet sich in der Mitte. Norden rechts oben
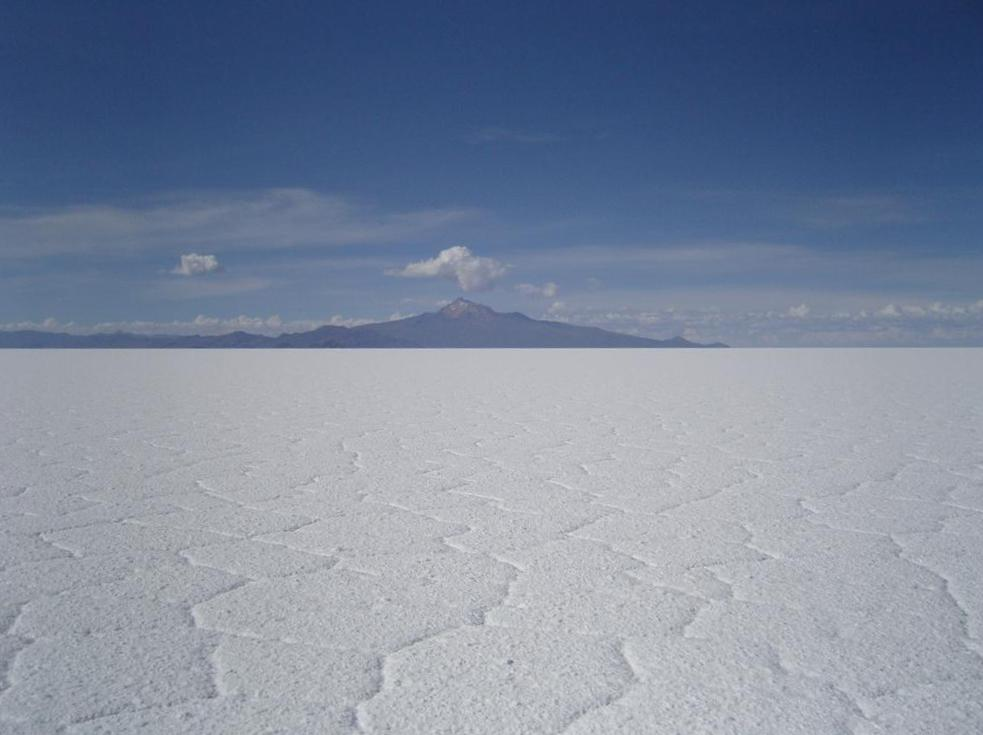
Blick nach Norden vom Salar de Uyuni auf den Tunupa
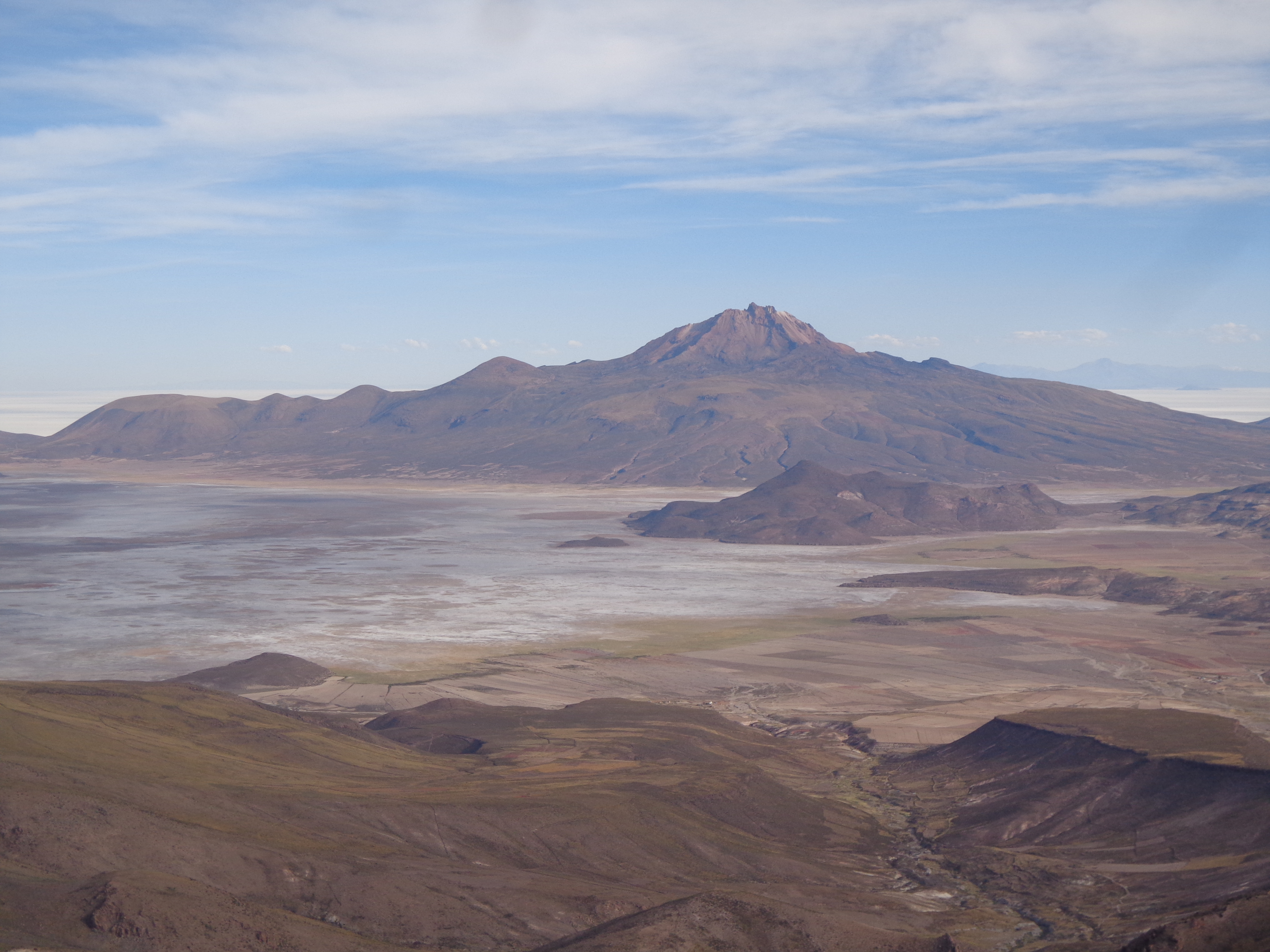
Blick auf den Tunupa vom Cerro Coracora
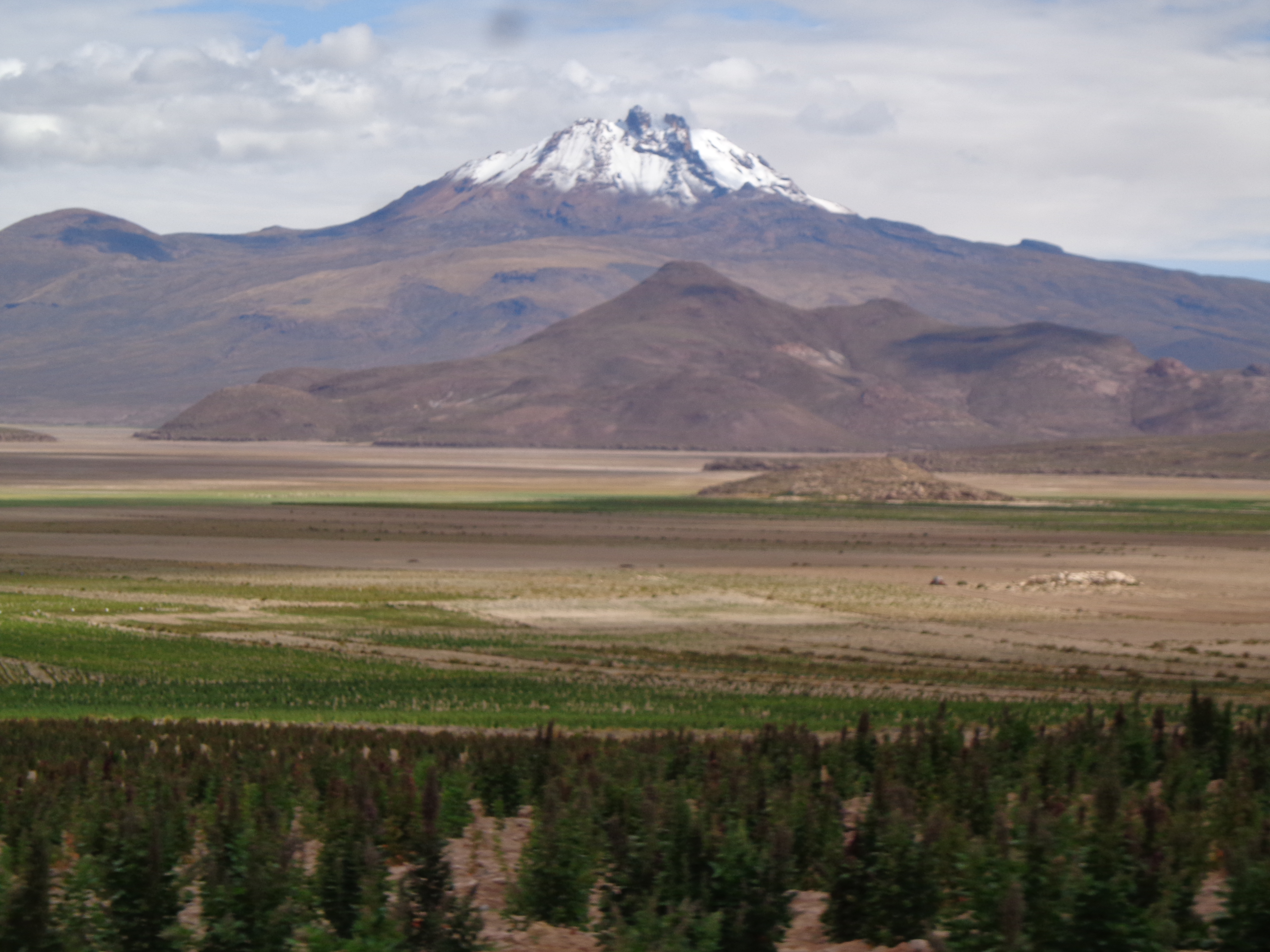
Blick auf den Tunupa von Norden